# William Elmer
William Elmer (Council Bluffs, 25 aprile 1869 – Hollywood, 24 febbraio 1945) è stato un attore statunitense.
Appare in oltre 90 film girati tra il 1913 ed il 1942.

## Filmografia parziale
- The Virginian, regia di Cecil B. DeMille (1914)
- La rosa del Rancho (Rose of the Rancho), regia di Cecil B. DeMille (1914)
- The Squaw Man, regia di Cecil B. DeMille (1914)
- Carmen, regia di Cecil B. DeMille (1915)
- The Unafraid, regia di Cecil B. DeMille (1915)